# Sanguinetto
Sanguinetto är en ort och kommun i provinsen Verona i regionen Veneto i Italien. Kommunen hade 4 097 invånare (2018).